# Arenaria fontqueri
Arenaria fontqueri là loài thực vật có hoa thuộc họ Cẩm chướng. Loài này được Cardona & J.M.Monts. mô tả khoa học đầu tiên năm 1981.